# Zion Lodge
O Zion Lodge está localizado no Parque Nacional de Zion, Utah, Estados Unidos. A pousada foi projetada em 1924 como uma solução de compromisso entre seu desenvolvedor, a Utah Parks Company, que queria um grande hotel, e o diretor do National Park Service, Stephen Mather, que desejava um desenvolvimento em menor escala. A Utah Parks Company foi formada em 1923 como uma subsidiária da Union Pacific Railroad e, como muitos programas semelhantes, pretendia estimular o tráfego ferroviário de passageiros para os parques nacionais do sudoeste de Utah.

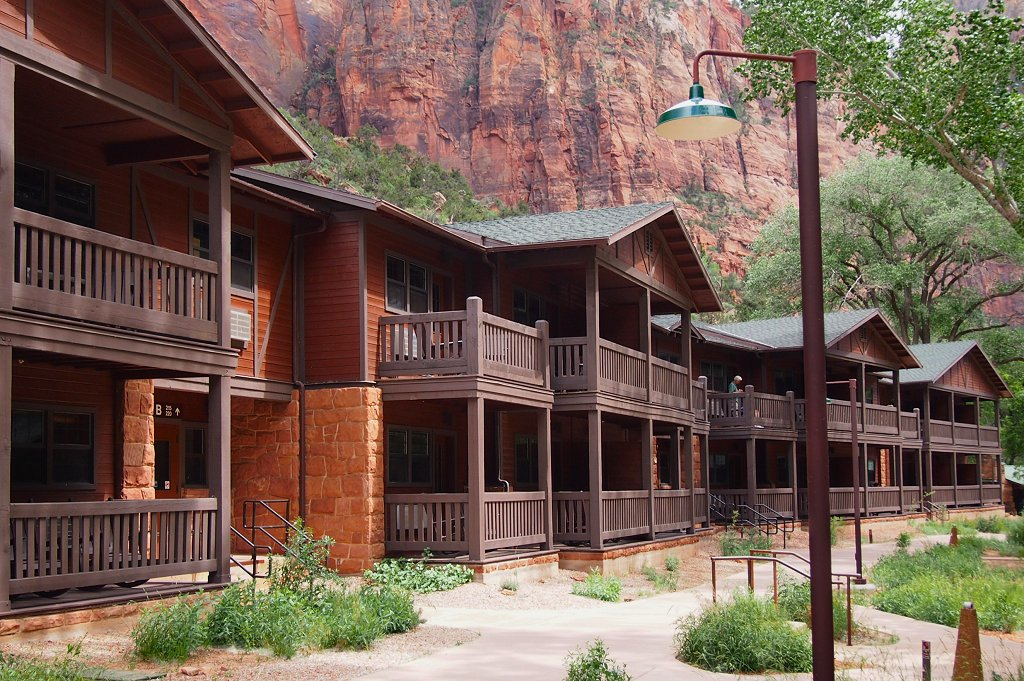
Edifício de hotel mais novo no Zion Lodge

Gilbert Stanley Underwood projetou o Zion Lodge como parte de uma série de estruturas semelhantes para a Utah Parks Company na borda norte do Grand Canyon e no Parque Nacional de Bryce Canyon. O projeto de Underwood era mais modesto em escala e detalhamento do que aqueles no Grand Canyon e Bryce, substituindo madeira serrada por toras inteiras em um estilo "pregos para fora". Underwood usou menos alvenaria, em peças menores. As estruturas foram projetadas para estarem mais de acordo com o caráter do fundo do vale, que na época da construção ainda era habitado por colonos. Underwood iria projetar todos os edifícios da Utah Parks Company no vale, muitos dos quais estão incluídos no Distrito Histórico de Zion Lodge, que circunda o hotel.
Um incêndio em 1966 destruiu o hotel original. Ele foi reconstruído em 100 dias, mas o visual rústico original foi perdido em favor da conveniência de reabrir a hospedagem. Uma reforma em 1990 restaurou seu visual original.
Além do edifício principal do alojamento, há uma série de edifícios originais que permanecem no complexo do hotel. Isso inclui cabines de hóspedes construídas em 1927 e 1929, dormitórios para funcionários construídos em 1927 e 1937, e alguns edifícios de apoio. Todos foram projetados por Underwood.
Em 12 de abril de 1995, um deslizamento de terra bloqueou o rio Virgin a jusante do hotel. Em um período de duas horas, o rio habia escavado 180 m da única estrada de saída do cânion, prendendo 450 hóspedes e funcionários na pousada. Uma estrada temporária de faixa única foi construída em 24 horas para permitir a evacuação. O acesso ao hotel foi restaurado em 25 de maio de 1995.
O Zion Lodge é membro do Historic Hotels of America, o programa oficial do National Trust for Historic Preservation.